# Trpísty
Trpísty (en allemand : Trpist) est une commune du district de Tachov, dans la région de Plzeň, en République tchèque. Sa population s'élevait à 257 habitants en 2022.

## Géographie
Trpísty se trouve à 13 km à l'est de Černošín, à 25 km à l'ouest-nord-ouest de Plzeň, à 31 km à l'est de Tachov et à 103 km à l'ouest-sud-ouest de Prague.
La commune est limitée par Křelovice au nord, par Pernarec et Čerňovice à l'est, par Erpužice au sud et par Kšice à l'ouest.

## Histoire
La première mention écrite de la localité date de 1251.

## Administration
La commune se compose de deux sections :
- Sviňomazy ;
- Trpísty.

## Galerie

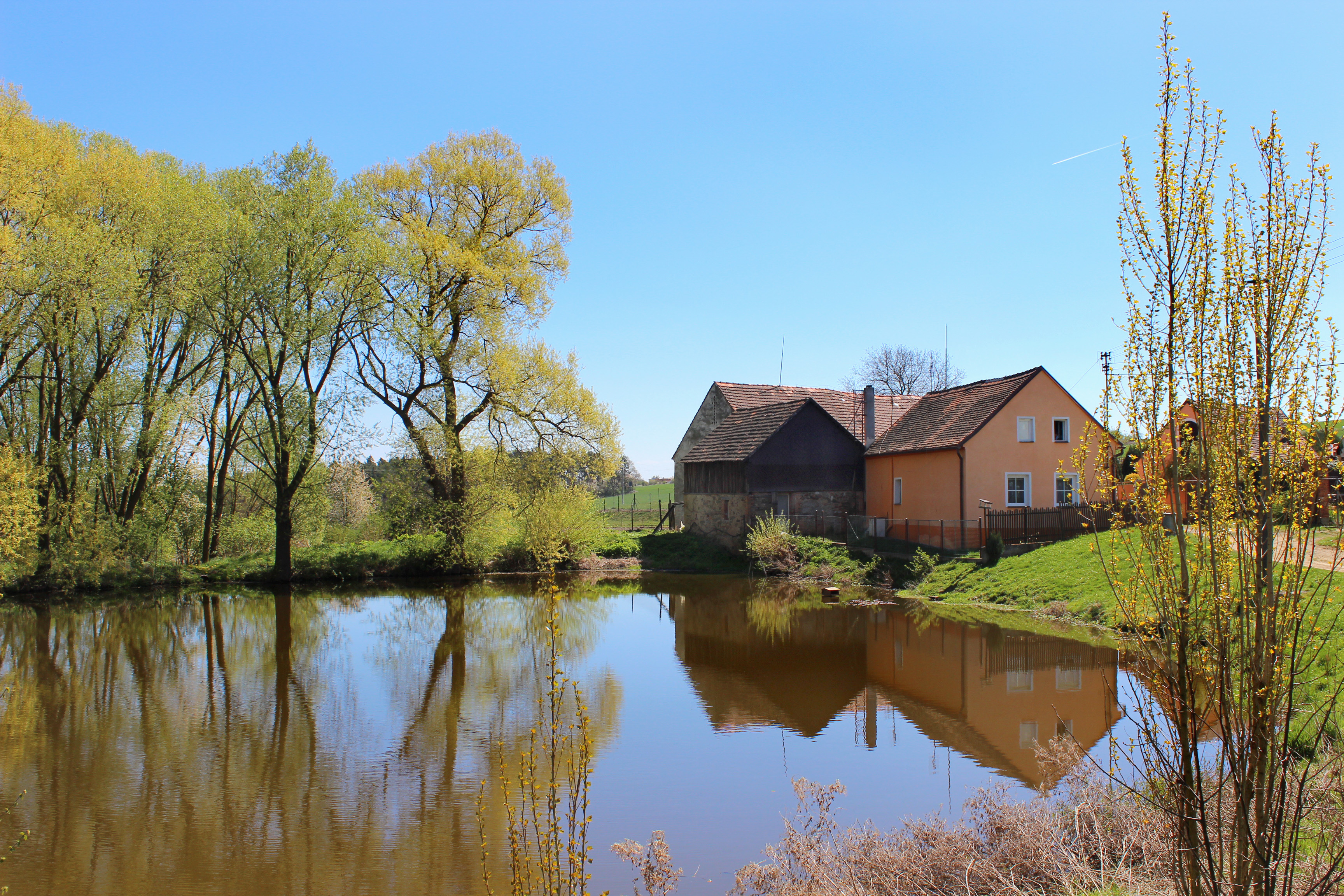
Étang de Sviňomazy.
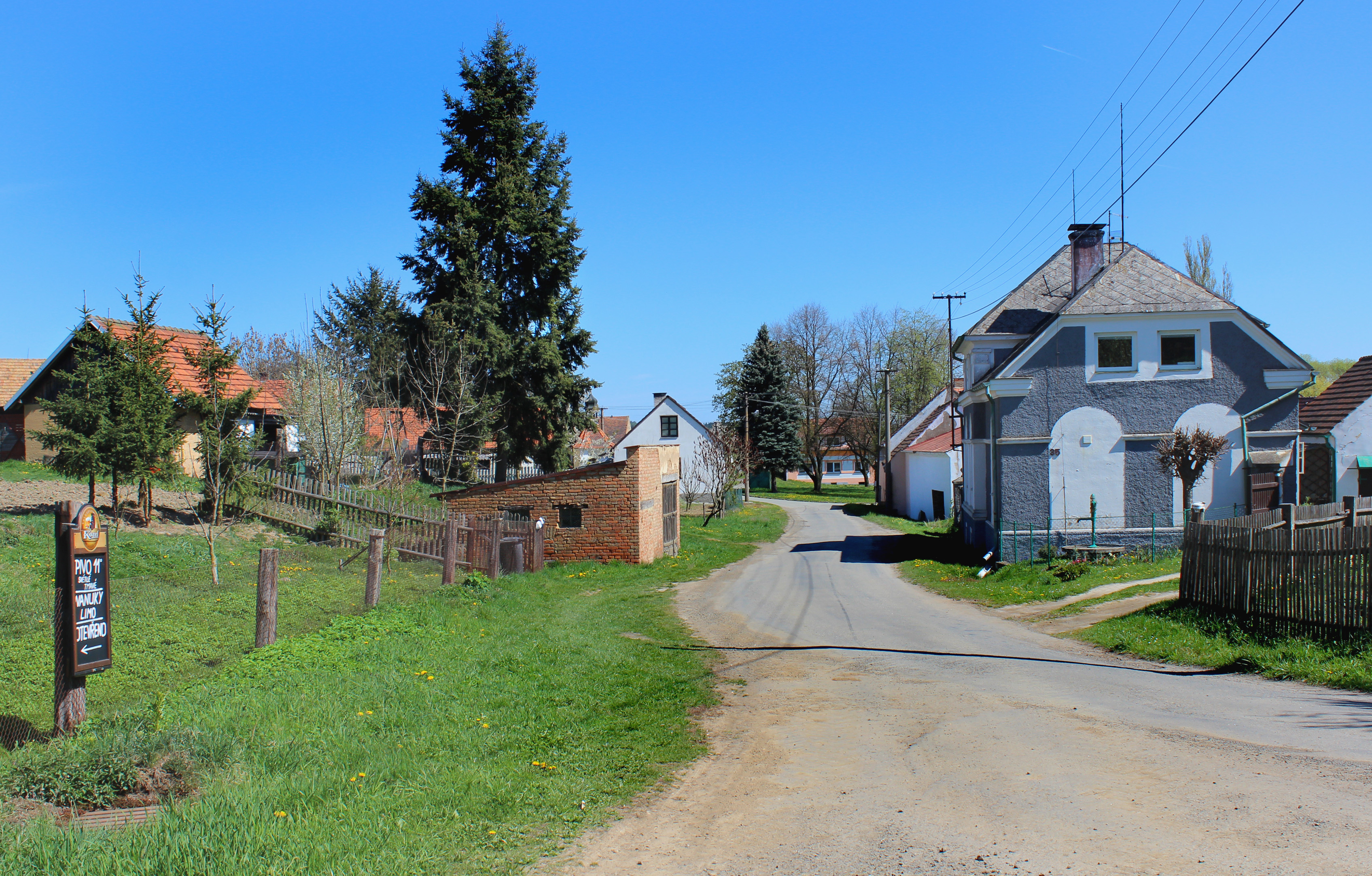
Rue à Sviňomazy.

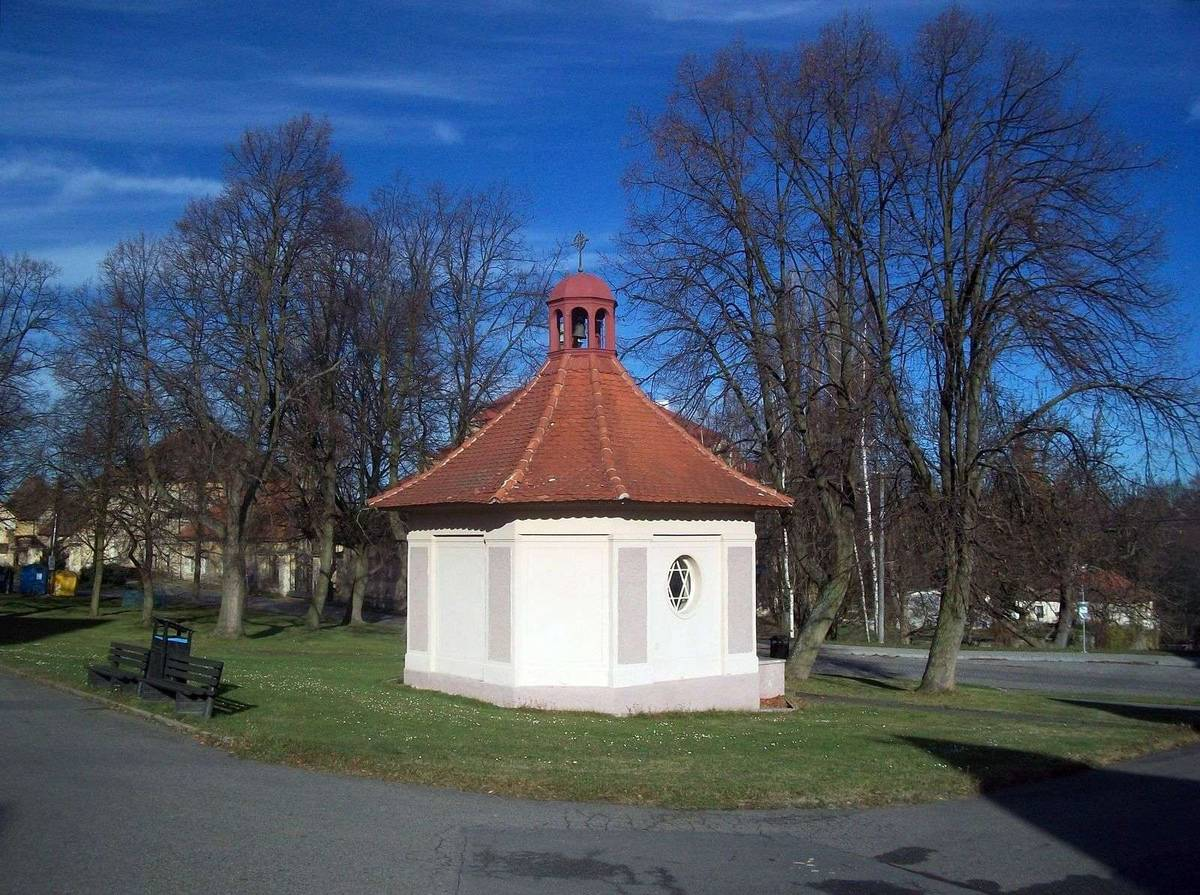
Chapelle à Trpísty.

## Transports
Par la route, Trpísty se trouve à 10 km de Stříbro, à 41 km de Tachov, à 43 km de Plzeň et à 143 km de Prague. 